# Осиновский (Ростовская область)
Осиновский — хутор в Советском районе Ростовской области.
Входит в состав Чирского сельского поселения. 

## История
На основании данных из Первой всеобщей переписи населения Российской империи 1897 года население хутора насчитывало порядка 780 жителей: 385 мужского пола и 396 женского.

## Население
| 2010 |
| ---- |
| 300  |

## Улицы
| - ул. Аллея Героев, - ул. Дальняя, - ул. Заречная, - ул. Луговая, - ул. Молодёжная, | - ул. Новая, - ул. Пригорная, - ул. Садовая, - ул. Центральная, - ул. Школьная. |

## Достопримечательности
На хуторе находится памятник участникам Великой Отечественной войны — «Братская могила воинов освободителей».